# Het Nieuwe Rijden

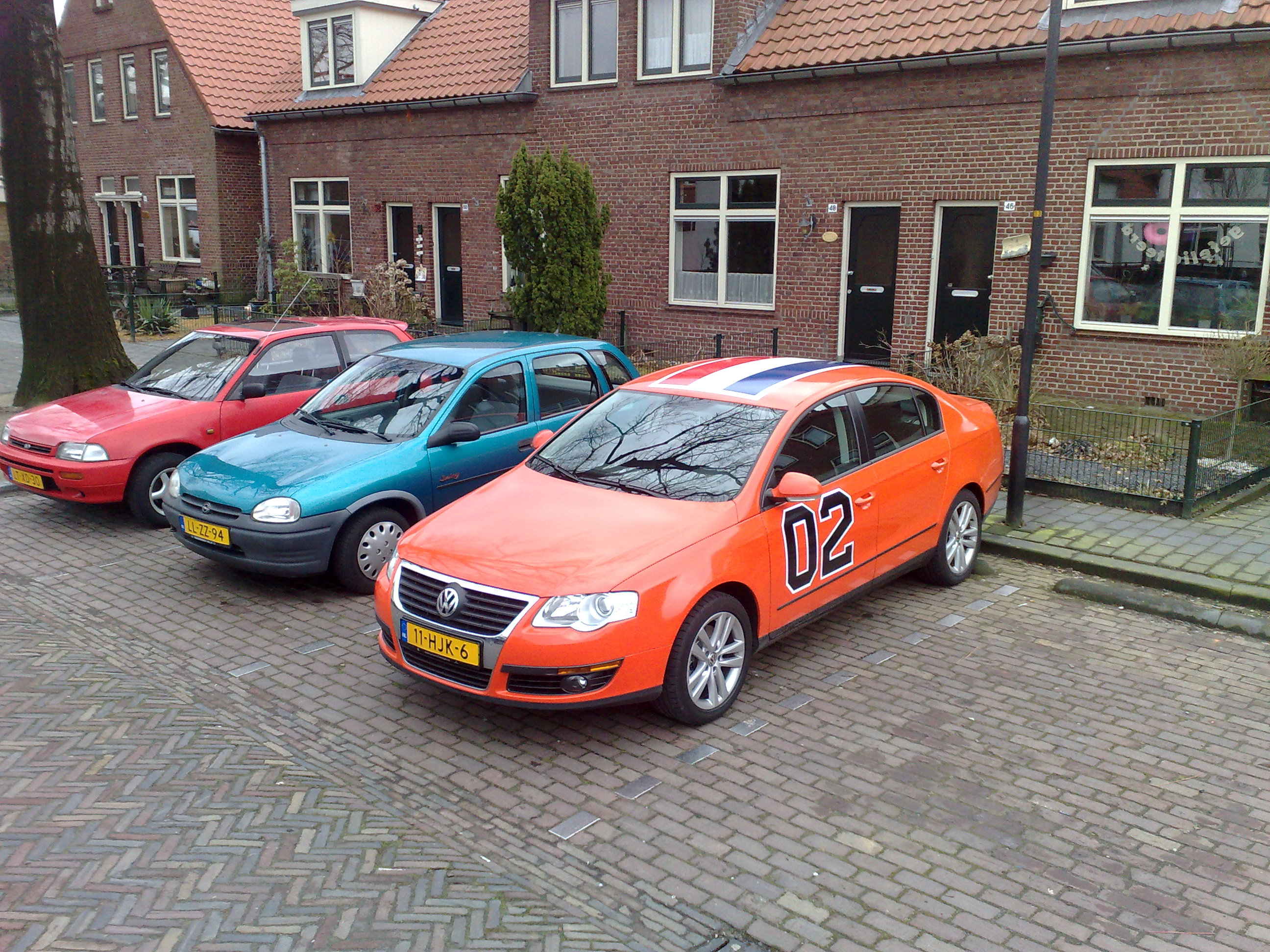
Een auto, gespoten in de stijl van de campagne "Tijd voor het Nieuwe Rijden", die een parodie vormde op The Dukes of Hazzard

Het Nieuwe Rijden is de Nederlandse benaming voor een rijstijl die met moderne, computer-gestuurde motoren in nieuwe auto's brandstofbesparend werkt. Een vergelijkbare campagne in België is het ecologisch rijden. Deze 'nieuwe' rijstijl wordt gestimuleerd door de overheid en ook bij rijlessen wordt er aandacht aan besteed. Sinds 2006 is Het Nieuwe Rijden een verplicht onderdeel in het praktijkexamen.
In 2013 gaf het Ministerie van Infrastructuur en Milieu opdracht voor een volgende fase van Het Nieuwe Rijden, met als doel om in een periode van drie jaar een reductie van minimaal één megaton CO2 te realiseren. De campagne Het Nieuwe Rijden werd nieuw leven ingeblazen om een bredere gedragsverandering bij autobestuurders te bewerkstelligen. Het project wordt uitgevoerd door het Instituut voor Duurzame Mobiliteit (IvDM).

## Rijstijltips van Het Nieuwe Rijden
- Schakel tussen 2.000 en 2.500 toeren op naar een hogere versnelling (dieselmotoren: tussen 1.500 en 2.000 toeren).
- Rij zo veel mogelijk met een gelijkmatige snelheid en een laag toerental in een zo hoog mogelijke versnelling.
- Kijk zo ver mogelijk vooruit en anticipeer op het overige verkeer.
- Ziet u dat u snelheid moet minderen of stoppen voor een verkeerslicht, laat dan tijdig gas los en laat de auto in de versnelling van dat moment uitrollen.
- Zet de motor af bij kortere stops. Zoals bij een openstaande brug, bij een overweg, in de file, wanneer u iemand afhaalt, etc. Start u weer, doe dit dan zonder gas te geven.
- Controleer maandelijks de bandenspanning.
- Maak, indien mogelijk, gebruik van apparatuur zoals een toerenteller, cruise-control en boordcomputer.
- Accelereer vlot naar de kruissnelheid zodat snel de hoogste (=zuinigste) versnelling bereikt wordt waarin ter plaatse gereden kan worden onder inachtneming van punt 1.

## Promotiecampagne
In 2004 werd Het Nieuwe Rijden gepromoot met televisiereclames waarin de broers Ko en Luuk Doeks uit het Overijsselse hanzestadje Hasselt Het Nieuwe Rijden in de praktijk brachten. De Doeks uut Hasselt vormden zo een parodie op The Dukes of Hazzard, waarin de neven Bo en Luke Duke uit Hazzard een rijstijl hanteerden die het tegenovergestelde was van Het Nieuwe Rijden. In juni 2013 ging een nieuwe campagne van start onder de noemer: Stop het oude rijden. Restyle je Rijstijl!